# Ivan Savin
Ivan Savin ist ein ehemaliger rumänischer Ringer. Er trat ausschließlich im griechisch-römischen Stil an.

## Karriere
Savin begann mit dem Ringen bei dem Schülersportklub CSȘ Rădăuți. Bei den Europameisterschaften der Junioren 1976 trat er in der Gewichtsklasse bis 100 kg an und belegte den sechsten Rang. Seine größten internationalen Erfolge gelangen ihm 1977 in derselben Gewichtsklasse mit je einem fünften Platz bei den Europameisterschaften in Bursa sowie bei den Weltmeisterschaften in Göteborg. Bei den Ringer-Europameisterschaften 1977 in Oslo und den Ringer-Weltmeisterschaften 1978 in Mexiko-Stadt konnte er sich nicht unter den ersten Sechs platzieren. Nachdem er sich gegen seinen Landsmann Vasile Andrei nicht mehr hatte durchsetzen können, wechselte er in die Gewichtsklasse +100 kg, in der er bei den Ringer-Europameisterschaften 1982 in Warna Platz sechs errang.